# Echinochasmus beleocephalus
Espèce
Echinochasmus beleocephalus est une espèce de trématodes de la famille des Echinostomatidae.

## Systématique
Le nom valide complet (avec auteur) de ce taxon est Echinochasmus beleocephalus (von Linstow (d), 1873) Dietz (d), 1909.
L'espèce a été initialement classée dans le genre Distomum sous le protonyme Distomum beleocephalum Linstow, 1873.
Echinochasmus beleocephalus a pour synonymes :
- Distomum beleocephalum Linstow, 1873
- Echinochasmus beleocephalus chankensis Oshmarin & Dozenko, 1951
- Echinostoma beleocephalum (Linstow, 1873) Stossich, 1892